# Xylocopa nigrescens
Xylocopa nigrescens är en biart som beskrevs av Heinrich Friese 1901. Xylocopa nigrescens ingår i släktet snickarbin, och familjen långtungebin. Inga underarter finns listade i Catalogue of Life.